# Hoek van Holland-Strand (métro de Rotterdam)
Hoek van Holland-Strand est une station terminus occidental de la ligne B du métro de Rotterdam. Elle est située à Hoek van Holland, aux Pays-Bas. 
Mise en service en 2023 elle est desservie par les rames qui circulent sur la ligne.

## Histoire
La nouvelle station terminus Hoek van Holland-Strand est mise en service le 31 mars 2023, lors du prolongement de la Ligne B depuis Hoek van Holland-Haven.